# Kristyles
Kristyles è il sesto album solista del rapper statunitense KRS-One. Pubblicato il 24 giugno 2003, è distribuito da Koch Records e In the Paint.

## Recensioni
| Recensione                    | Giudizio |
| ----------------------------- | -------- |
| AllMusic                      | positiva |
| RapReviews                    | [ 2 ]    |
| The Rolling Stone Album Guide | [ 3 ]    |
| Alternative Press             | [ 4 ]    |
| The A.V. Club                 | mista    |
| Entertainment Weekly          | C−       |
| The Source                    | [ 4 ]    |

L'album ottiene recensioni miste: la rivista specializzata The Source gli assegna tre mic e mezzo su cinque, RapReviews nove decimi, mentre Entertainment Weekly non va oltre una «C-»: Jonah Weiner è pesantemente critico nei confronti del prodotto di KRS-One e scrive che «il rapper è diventato una noiosa caricatura che si lamenta (Underground e Same Sound), con poca immaginazione e auto-indulgente.» The Rolling Stone Album Guide gli assegna tre stelle su cinque, Allmusic una recensione positiva: «presumibilmente stanco delle faide di alto profilo con artisti del calibro della superstar hip-hop Nelly e della pubblica escoriazione della scena rap in generale, il leggendario KRS-One torna sul mercato con Kristyles. [...] il pioniere hip-hop combina intuizioni filosofiche tridimensionali con scenari reali di strada su tracce che informano e ispirano.»

## Tracce
Testi di Lawrence Parker (tracce 4-7, 9-13 e 15-17), DJ Tiné Tim (tracce 2-3, 8 e 14) e Walter Dewgarde (tracce 4, 9 e 12), eccetto dove indicato.
1. Warning: Intro – 0:12
2. Do You Got It – 1:43 (DJ Tiné Tim)
3. Ya Feel Dat – 3:44 (DJ Tiné Tim)
4. Underground – 4:12 (musica: Da Beatminerz)
5. How Bad Do You Want It (featuring Peedo non accreditato.) – 3:46 (testo: Gato Luna, Peedo – musica: Gato Luna)
6. Ain't the Same – 3:14 (testo: Joell Ortiz, Mike Heron, Victor Padilla – musica: Ghetto Pros.)
7. It's All a Struggle – 2:28 (testo: Ortiz, Heron, Padilla – musica: Ghetto Pros.)
8. What Else Happened – 1:31 (DJ Tiné Tim)
9. Somebody – 3:55 (musica: Da Beatminerz)
10. Survivin' (Tekitha) – 4:13 (testo: Tekitha – musica: Cocho, KRS-One)
11. Things Will Change – 4:22 (testo: Kurt Hoffman – musica: DJ Revolution)
12. The Movement – 3:16 (musica: Da Beatminerz)
13. Gunnen' Em Down – 3:36 (musica: Cocho, KRS-One)
14. Philosophical – 3:14 (DJ Tiné Tim)
15. 9 Elements – 3:38 (testo: Kurt Hoffman – musica: DJ Revolution)
16. Alright with Me – 3:34 (musica: Kenny Parker)
17. The Only One – 4:53 (musica: Inebriated Beats)

Durata totale: 55:31

## Classifiche

### Classifiche settimanali
| Classifica (2003)         | Posizione massima |
| ------------------------- | ----------------- |
| Stati Uniti               | 186               |
| US Independent Albums     | 10                |
| US Top R&B/Hip-Hop Albums | 30                |